# Nad Peklem

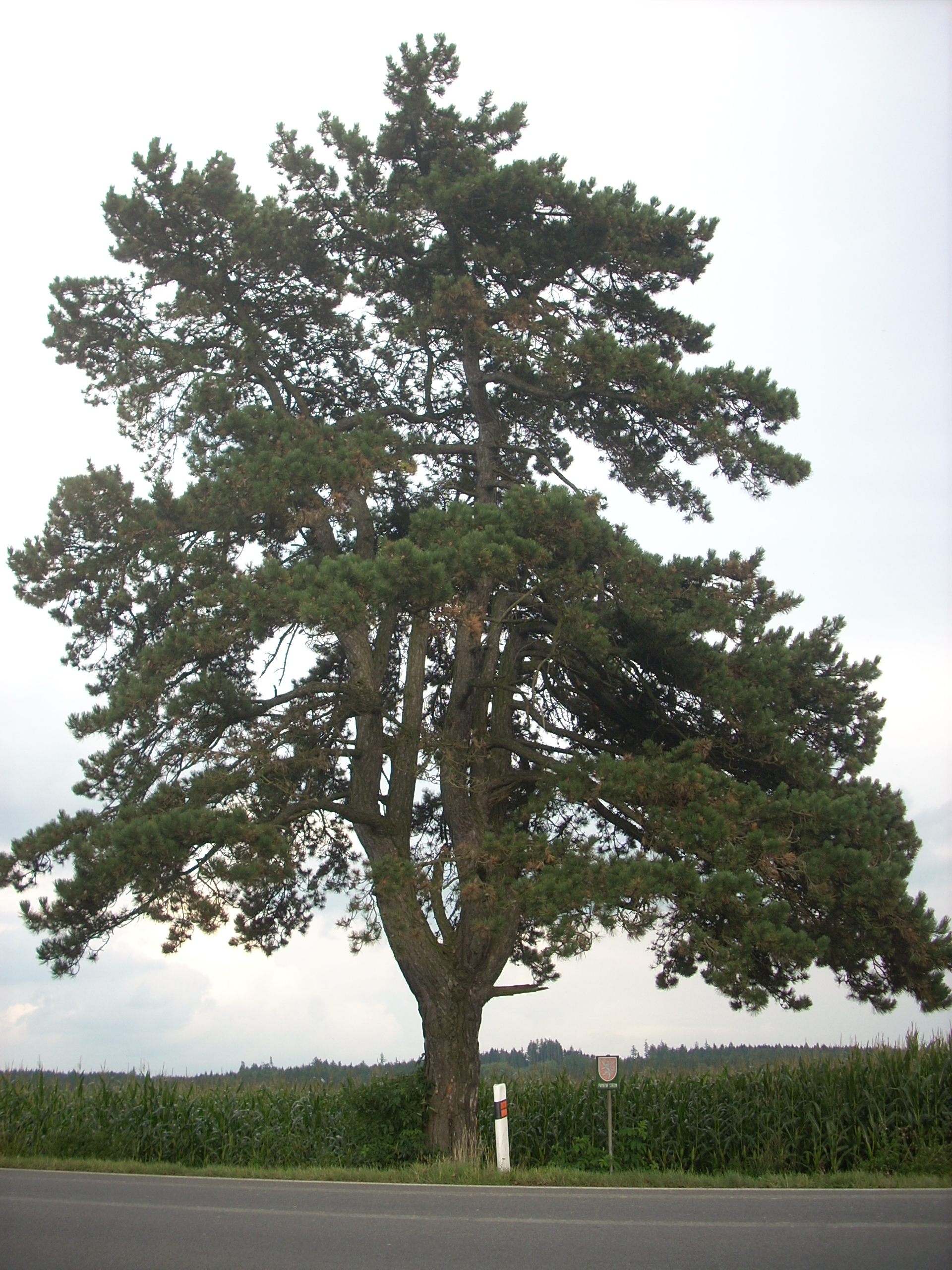
Památná borovice na území Nad Peklem u Filipovských Chaloupek

Nad Peklem je základní sídelní jednotka města Polná v okrese Jihlava. Má výměru 406 ha.

## Obyvatelstvo
V roce 1991 zde žilo 28 obyvatel, roku 2001 13 a o deset let později 14.

## Poloha
Nachází se v západní části města. Na severu lemuje rybník Bor, západně hraničí s místní částí Nové Dvory, dobronínskou osadou Cihelna a základní sídelní jednotkou Filipovské Chaloupky, na jihu hraničí s obcí Ždírec. Východní hranici tvoří řeka Šlapanka, u mokřin na Dolní městě se hranice stáčí na západ a lemuje zástavbu ulice Resslova. Za vlakovým nádražím pokračuje po ulici Tyršova, za Malou Cihelnou se stáčí na jih, východním směrem se ubírá za benzínovou stanicí Silmet a po ulici Jihlavská míří k sportovnímu areálu Višničky u rybníka Peklo, po jehož hrázi a toku Šlapanky míří k jihu. V jeho území se nachází i osada Lísek.